# Coenonympha oikeia
Coenonympha oikeia är en fjärilsart som beskrevs av Franz Dannehl 1927. Coenonympha oikeia ingår i släktet Coenonympha och familjen praktfjärilar. Inga underarter finns listade i Catalogue of Life.